# Пычас (приток Уролки)
Пычас — река в России, протекает в Соликамском районе Пермского края. Устье реки находится в 85 км по левому берегу реки Уролка. Длина реки составляет 15 км.
Исток реки в лесном массиве в 73 км к северо-западу от Соликамска. Река течёт на восток, всё течение проходит по ненаселённому лесу. Приток — Косьва (левый). Впадает в Уролку выше деревни Уролка.

## Данные водного реестра
По данным государственного водного реестра России относится к Камскому бассейновому округу, водохозяйственный участок реки — Кама от водомерного поста у села Бондюг до города Березники, речной подбассейн реки — бассейны притоков Камы до впадения Белой. Речной бассейн реки — Кама.
По данным геоинформационной системы водохозяйственного районирования территории РФ, подготовленной Федеральным агентством водных ресурсов:
- Код водного объекта в государственном водном реестре — 10010100212111100003931
- Код по гидрологической изученности (ГИ) — 111100393
- Код бассейна — 10.01.01.002
- Номер тома по ГИ — 11
- Выпуск по ГИ — 1